# Fritz Bleyl

Affiche de Fritz Bleyl pour la promotion de la première exposition Die Brücke en 1906. Il fut interdit par la police.

Hilmar Friedrich Wilhelm Bleyl, connu sous le nom Fritz Bleyl, (8 octobre 1880, Zwickau, royaume de Saxe – 19 août 1966, Bad Iburg) est un artiste allemand de l'école expressionniste, et l'un des fondateurs du groupe artistique Die Brücke (« Le Pont »). Il produisit des dessins pour le groupe, en particulier, pour leur première exposition, une affiche qui fut interdite par la police. Il quitta le groupe au moment de son mariage après deux ans de participation seulement, afin de s'occuper de sa famille, et n'exposa plus jamais publiquement par la suite.

## Vie et œuvre
Fritz Bleyl est né à Zwickau et a grandi dans la région des monts Métallifères, en Europe centrale. En 1901, il entreprit des études d'architecture à la 
Technische Hochschule de Dresde, selon le désir de ses parents ; cependant, son propre souhait était devenir un peintre. L'enseignement ne se limitait pas à l'architecture, mais proposait une large gamme de matières telles que le croquis, le dessin en perspective et l'histoire de l'art.
Bleyl devient un ami proche d'un de ses camarades de classe, Ernst Ludwig Kirchner, qu'il rencontra pendant sa première année. Ensemble, ils débattirent au sujet de l'art, et étudièrent également la nature puisqu'ils ils partageaient une approche radicale.
En 1905, Bleyl, Ernst Ludwig Kirchner et deux autres étudiants en architecture, Karl Schmidt-Rottluff et Erich Heckel, fondèrent le groupe artistique Die Brücke (« Le Pont »). Le groupe s'était donné pour objectif de s'abstraire du style académique traditionnel dominant et de trouver un nouveau mode d'expression artistique, qui formerait un pont entre le passé le présent. Ils se réclamaient d'artistes du passé tels que Albrecht Dürer, Matthias Grünewald et Lucas Cranach l'Ancien, de même que de mouvements d'avant-garde contemporains. Leur groupe eut un rôle séminal, et eut une influence majeure sur l'évolution de l'art moderne au XXe siècle, et il inventa l'expressionnisme[réf. nécessaire]. À cette époque, Bleyl était un membre actif du groupe. Celui-ci se réunissait dans le premier studio de Kirchner, une ancienne boutique de boucher. Bleyl le décrivait ainsi :
Un vrai studio de bohémien, rempli de peintures posées partout, de dessins, de livres et de matériel de peinture — qui ressemblait beaucoup plus à l'habitation d'un romantique qu'au domicile d'un étudiant en architecture bien organisé.
Le studio de Kirchner était à la hauteur de la description de Bleyl, devenant un repère dans lequel on rejetait les conventions sociales pour autoriser des relations sexuelles occasionnelles et une nudité fréquente.  Des séances de dessins de nus étaient organisées avec comme modèles des amis et des connaissances plutôt que des professionnels, et des temps de pose d'un quart d'heure pour encourager la spontanéité. Bleyl décrivit un de ces modèles, Isabella, une fille de quinze habitant dans le quartier, comme une « personne très vive, d'une belle constitution, joyeuse, à qui les déformations occasionnées par la mode idiote du corset avaient été épargnées, et complètement appropriée à nos besoins artistiques, en particulier à cette saison de bourgeonnement de sa féminité. » 
Le groupe composa un manifeste (principalement de la main de Kirchner), qui fut gravé dans le bois et déclarait la naissance d'une nouvelle génération, « qui veut la liberté dans notre travail et dans nos vies, et l'indépendance envers les forces plus anciennes au pouvoir. »
Dans l'idée d'affirmer leur héritage national, ils réhabilitèrent des supports anciens, en particulier la Gravure sur bois. Bleyl se spécialisa dans les arts graphiques et créa un certain nombre de posters et de tickets présentant le groupe au public.
En septembre et en octobre 1906, la première exposition du groupe eut lieu, dédiée au nu féminin, dans la salle d'exposition de K.F.M. Seifert and Co. à Dresde. En transformant des études d'après modèle, Bleyl créa une affiche lithographiée pour la manifestation, imprimée à l'encre orange sur papier blanc. Le poster est dans un format vertical étroit, plus proche de la gravure sur bois japonaise que les impressions conventionnelles de l'époque, et en contraste flagrant avec l'affiche de Otto Gussmann pour la Troisième Exposition Allemande des Arts Appliqués, qui avait ouvert quatre mois auparavant à Dreste. Bleyl écarte des éléments iconographique tels que la couronne, la robe longue pour montrer un simple nu en pied du modèle Isabella au-dessus du texte. La police interdit l'affichage public sur la base du paragraphe 184, la clause sur la pornographie du Code Pénal National, après avoir identifié comme des poils pubiens l'ombre du bas du ventre.
En 1905, Bleyl fut diplômé, et l'année suivante, commença à enseigner à la Bauschule (école d'architecture) de Freiberg (Saxe). Il choisit un mode de vie bourgeois, se mariant en 1907, et donnant la priorité à son rôle de père de famille, quitta le groupe. Il fut remplacé par Max Pechstein et Otto Mueller.
En 1916, il finit sa thèse et voyagea en Italie et dans les Alpes. Pendant le reste de sa vie, il continua à enseigner et à pratiquer l'architecture. Il continua aussi son travail de graphiste, mais resta en dehors de la vie publique et n'exposa plus. Il vécut à Rostock, Neukölln, à Berlin, et Brandenburg.

## Expositions
Fritz Bleyl participa aux expositions du groupe « Die Brücke » ci-dessous. Die Brücke faisait tourner ses pièces d'expositions, en exposant les mêmes œuvres plusieurs fois dans des contextes différents.
- I Collection de gravures, Kunsthalle Beyer & Sohn gallery, Leipzig, novembre 1905
- Juillet 1906, August Dörbant Art Salon, Braunschweig
- I Collection de gravures 1906–1907, Georg Hulbe Kunstgewerbehaus, Hamburg, septembre 1906
- Seifert Lamp Factory, Dresden-Löbtau, 24 septembre – fin octobre 1906
- I Collection de gravures 1906–1907, Katharinenhof gallery, Frankfurt am Main, novembre 1906
- II Collection de gravures 1906–1907, Städtische Vorbildersammlung, Chemnitz, décembre 1907
- Seifert Lamp Factory, Dresden-Löbtau, 3 décembre – fin janvier 1907
- I Collection de gravures 1906–1907, Friedrich Cohen Art Salon, Bonn, février 1907
- II Collection de gravures 1906–1907, Zwickau Kunstverein, Zwickau, janvier – février 1907
- I Collection de gravures 1906–1907, Wilhelm Werner Art Salon, Göttingen, mars – avril 1907
- II Collection de gravures 1906–1907, Otto Fischer Art Salon, Bielefeld, mars 1905
- II Collection de gravures 1906–1907, Düsseldorf Städtische Kunsthalle, Düsseldorf, avril 1907
- I Collection de gravures 1906–1907, Leopold-Hoesch-Museum, Düren, juin 1907
- II Collection de gravures 1906–1907, Heidelberg Kunstverein, Heidelberg, juin 1907
- II Exposition de peintures et de gravures, Flensburg Gewerbemuseum, Flensburg, juin 1907
- II Collection de gravures 1906–1907, Würrtemberg Kunstverein, Stuttgart, juillet 1907
- I Collection de gravures 1906–1907, Pfälzischer Kunstverein, Speyer, août 1907
- II Exposition de peintures et de gravures, Clematis Art Salon, Hamburg, juillet – août 1907
- II Exposition de peintures et de gravures, Emil Richter Art Salon, Dresden, septembre 1907
- I Collection de gravures 1906–1907, XV Kunstverein Exhibition, Rosenheim, octobre 1907
- II Collection de peintures et de gravures, Kaiser Wilhelm Museum, Magdeburg, octobre 1907